# Arroyo Colorado Estates
Arroyo Colorado Estates è un census-designated place degli Stati Uniti d'America, situato nella contea di Cameron dello Stato del Texas.

## Geografia fisica
Arroyo Colorado Estates è situata a 26°11′04″N 97°36′38″W.
Secondo lo United States Census Bureau, ha un'area totale di 1,1 miglia quadrate (2,8 km²).

## Società

### Evoluzione demografica
Secondo il censimento del 2000, c'erano 755 persone, 177 nuclei familiari, e 167 famiglie residenti nella città. La densità di popolazione era di 688,9 persone per miglio quadrato (265,0/km²). C'erano 200 unità abitative a una densità media di 182,5 per miglio quadrato (70,2/km²). La composizione etnica della città era formata dal 98,15% di bianchi, lo 0,40% di afroamericani, e l'1.46% di due o più etnie. Ispanici o latinos di qualunque razza erano il 96,56% della popolazione.
C'erano 177 nuclei familiari di cui il 60,5% avevano figli di età inferiore ai 18 anni, il 77,4% erano coppie sposate conviventi, il 14,7% aveva un capofamiglia femmina senza marito, e il 5,6% erano non-famiglie. Il 4,5% di tutti i nuclei familiari erano individuali e il 2,3% aveva componenti con un'età di 65 anni o più che vivevano da soli. Il numero di componenti medio di un nucleo familiare era di 4,27 e quello di una famiglia era di 4,34.
La popolazione era composta dal 39,6% di persone sotto i 18 anni, il 15,1% di persone dai 18 ai 24 anni, il 25,4% di persone dai 25 ai 44 anni, il 14,8% di persone dai 45 ai 64 anni, e il 5,0% di persone di 65 anni o più. L'età media era di 22 anni. Per ogni 100 femmine c'erano 110,3 maschi. Per ogni 100 femmine dai 18 anni in giù, c'erano 100,0 maschi.
Il reddito medio di un nucleo familiare era di 22.069 dollari, e quello di una famiglia era di 22.284 dollari. I maschi avevano un reddito medio pro capite di 19.423 dollari contro i 20.000 dollari delle femmine. Il reddito medio pro capite era di 5.971 dollari. Circa il 28,5% delle famiglie e il 27,6% della popolazione erano sotto la soglia di povertà, incluso il 41,0% di persone sotto i 18 anni e nessuno di 65 anni o più.